# Боднарук Жанна Любомирівна
Жанна Боднарук — сценічне ім'я Жа́нни Любоми́рівни Боднару́к-Карпéнко (нар. 17 січня 1967, Івано-Франківськ) — українська співачка, президент благодійної організації «Фонд сприяння розвитку естрадного мистецтва „Співай Україно!“». Заслужена артистка України (1996). Народна артистка України (2017). Дочка музиканта Любомира Мирославовича Боднарука.

## Біографія
Жанна Боднарук народилася в Івано-Франківську 17 січня. Згодом батьки переїхали до Галича, де дівчинка почала вчитися грати на фортепіано. У п'ять років грала на піаніно та співала. Займалася в дитячому хорі, яким керував батько, потім створила дитячий естрадний ансамбль «Червоні шапочки», була учасницею шкільних та училищних вечорів і свят.
У 1979 році сім'я переїхала до Чернігова. Батьки Жанни — музиканти: батько — Боднарук Любомир Мирославович — хормейстер, керівник Камерного хору ім. Дмитра Бортнянського міста Чернігова, заслужений діяч мистецтв України; мати — Боднарук Любов Федорівна — музичний редактор Чернігівського обласного телебачення. Там Жанна вступила до Чернігівського музичного училища ім. Левка Ревуцького по класу фортепіано, яке закінчила в 1986 з червоним дипломом.
На четвертому курсі музичного училища стала солісткою-вокалісткою джаз-оркестру. Захоплювалася джазом, диско, Донною Саммер, ансамблями «ABBA» та «Boney M.».
Після закінчення Київської державної консерваторії ім. Петра Чайковського по класу фортепіано, стала солісткою Державного естрадно-симфонічного оркестру України (1994—1996).
У 1992 з групою переможців фестивалю «Червона Рута» Жанна виїжджає з гастрольним туром до Європи, де пропагує сучасну українську пісню. Весною 1993 з успіхом проходять концерти в Ліоні (Франція). Також гастролювала до Нью-Йорка, Парижа, Брюсселю, Мюнхена, Праги, Варшави, Братислави, Мінська, Кишинева і Україною.
У 1996 одружилася з Анатолієм Карпенком, композитором та аранжувальником, продюсером творчого об'єднання «СКАРБ».
В 1997 році — ведуча власної радіопрограми «Поп-Топ-Телескоп», радіо «Континент».
В 1997 році у Жанни та Анатолія народився син Андрій.
В 1999 та 2000 разом із Зразково-показовим оркестром збройних сил України гастролювала в Німеччині.
У 2001 році, під час візиту лідера Китаю Дзянь Дзе Міня, представляла українське мистецтво на офіційному прийомі в Маріїнському палаці.
У 2002 — член журі Першого всеукраїнського конкурсу артистів естради.
У 2002 році в складі української делегації, очолюваної поетом Михайлом Ткачем, представляла українське мистецтво в Румунії.
З 2003 року — президент благодійної організації «Фонд сприяння розвитку естрадного мистецтва „Співай, Україно“».
З 2005 року — голова журі Всеукраїнського дитячого фестивалю «Пісенний сад».
Неодноразово була членом міжнародного журі фестивалю «Слов'янський базар» у Вітебську.
Впродовж багатьох років член журі і голова журі в жанрі сучасної естрадної пісні Всеукраїнського фестивалю художньої творчості колективів аграрних вищих навчальних закладів «Софіївські зорі».
У 2016—2017 — член журі фестивалю-конкурсу «Ти в серці моїм, Україно»
У  2017—2018 рр. — голова журі конкурсу «Фестиваль щастя у Щасливому»
У 2006—2022 рр. співачка провела концертні тури по Словаччині.
З 2009 по 2015 — доцент кафедри естрадного співу КНУКіМ.
У 2010 грала у виставі «УРУС-ШАЙТАН. Байки про Сірка — кошового отамана, шевальє д'Артан'яна та турецького султана» Національного драматичного театру ім. Івана Франка. (Режисер-постановник — Ігор Афанасьєв, композитор — Анатолій Карпенко.)
В жовтні 2012 року на камерній сцені ім. С. Данченка Національного драматичного театру ім. Івана Франка відбулась прем'єра вистави «ПОМІЖ НЕБОМ І ЗЕМЛЕЮ» Ігоря Афанасьєва, музику до якої написав Анатолій Карпенко. В цій виставі Жанна Боднарук є автором літературного перекладу цього твору.
З 2014 року  – викладач кафедри естрадного співу КВНЗ КОР «Академія мистецтв» імені Павла Чубинського, професор.
В 2015 році Жанна Боднарук з Анатолієм Карпенком провели сольні концерти на сході України перед бійцями АТО.
Грудень 2015 - участь в акції "Великий Бал благодійників", де удостоєна нагороди - медалі "ЗА ГІДНІСТЬ ТА ПАТРІОТИЗМ" (Житомир)
Співачка бере активну участь в благодійних концертах на підтримку бійців та ветеранів ООС, хворих дітей, талановитої молоді…
Брала участь в благодійному концерті «Чорнобиль: Бій за Україну» до 30-ї річниці Чорнобильської трагедії, що проходила в Українському домі.. Київ, 26.04.2016.
В червні 2016 року в Жовтневому Палаці м. Києва з великим успіхом відбувся спільний концерт Жанни Боднарук та народного артиста України Ігора Борка «МЕЛОДІЇ КОХАННЯ».
Листопад 2016 - гість Фестивалю циганської культури «АМАЛА-2016»
Березень 2017 - участь в Концерті  "І на оновленій землі..."  до Дня народження Т. Шевченка. (Центральний Будинок звукозапису)
27.05.2017 в центрі ім. І. С. Козловського відбулась прем'єра музично-поетичної вистави «ГОТЕЛЬ ПРОЩАНЬ — ГОТЕЛЬ НАДІЙ» за участю Жанни Боднарук, композитора, піаніста та співака Анатолія Карпенка, молодих артистів Анастасії Байдеріної та Андрія Карпенка.
Неодноразово Ж. Боднарук брала участь церемоніях нагородження добровольців народною відзнакою "ЛИЦАРСЬКИЙ ХРЕСТ ДОБРОВОЛЬЦЯ" Чернігівщини та Львівщини.
24 серпня 2017 р. співачка удостоєна почесного звання "Народний артист України".
24.08.2017 відбувся Сольний концерт Жанни Боднарук "З РОСИ Й ВОДИ" до Дня Незалежності України. (м. Галич, Івано-Франківська обл.)
В листопаді 2017 р. в Житомирі відбувся IV "Бал благодійників", де Ж. Боднарук вшанована  Благословенною Грамотою за заслуги перед Помісною Українською Православною Церквою за підписом Патріарха Філарета!
Квітень 2018 - член журі Обласного фестивалю-конкурсу дитячої творчості «Дебют» м. Васильків
26.04.2018 – участь у пам'ятному заході "Чорнобиль не знає кордонів", що відбувся в "Українському домі" з ініціативи Міжнародного благодійного фонду "Діти Чорнобиля за виживання"
23.08.2018 - участь у концерті до Свята Державного Прапора. Оболонська РДА
Участь у фестивалі "ГРЕБІНЧИНІ ВЕЧОРНИЦІ-2018"
Вересень 2018 - член журі IV фестивалю-конкурсу патріотичної пісні "Шамраївські зорі";   член журі Відкритий конкурс-фестиваль дитячого, юнацького та молодіжного мистецтва "Чернігів the Best";   участь у Благодійному концерті для творчих дітей Голосіївського району Києва. (Парк Рильського)
Жовтень 2018 - член журі та учасник Гала-концерту Обласного фестивалю  молодих естрадних виконавців "Київщина молода-2018"
м. Богуслав
Квітень 2019 - член журі Всеукраїнського фестивалю "Феєрія мистецтв" м. Київ
8.04.2019 – участь в концерті "На шляху до досконалості" студентів та викладачів "Академії мистецтв імені Павла Чубинського"
18.05.2019 – участь в Мистецькому Марафоні "Ми - Академія", Маріїнський парк, М. Київ
Червень 2019 - член журі V Міжнародного фестивалю-конкурс дитячої та юнацької творчості "Сузір’я моря - сонце, молодість, краса" м. Одеса
23.08.2019 - участь у Святковому концерті до Дня Прапора "Україно, материнська пісне!" м. Збараж, Тернопільська обл.
З 2019 р. – професор кафедри естрадного співу КВНЗ КОР «Академія мистецтв ім. Павла Чубинського»
20 грудня 2019 року в НСПУ участь у вечері пам'яті Миколи Сома - українського поета-шістдесятника, автора багатьох поетичних книжок, публіциста
23.01.2020  - концертний виступ у Національному музеї Літератури України, де відбувся літературно-мистецький вечір "Книга - український пріоритет"
11.02.2020 — участь у святковому концерті "ГАРМОНІЯ ПОКОЛІНЬ", що відбувся в Центральному Будинку офіцерів, м.Київ
23.08.2020 - участь в мистецькому заході «Україна – калини незламна віть», присвячену 29-й річниці Незалежності та Дню Державного Прапора України. м. Збараж, Тернопільська обл.
Липень 2021 – участь в культурно-мистецькому святі «Пісенне джерело», м. Градизьк, Полтавська обл.
Артистка бере активну участь у всіх мистецьких заходах, які проводить Академія мистецтв імені Павла Чубинського.
Як педагог з естрадного вокалу, Жанна Любомирівна Боднарук виховала багато студентів, які стали переможцями Всеукраїнських та Міжнародних конкурсів та фестивалів.
Від початку повномасштабного збройного вторгнення РФ в Україну 24.02.2022 Жанна Боднарук взяла участь в низці благодійних концертів та акцій на підтримку України, її захисників та тимчасово переміщених громадян.
А саме:
25 лютого - 17 березня, Чортків, Україна - приготування їжі (вареники, пиріжки тощо) для захисників України. (громада м. Чортків)  
9 березня, Чортків, Україна - Інтерв'ю Жанни Боднарук на підтримку захисників України виданню "Чортків. City ", стаття "Народна  артистка України, киянка Жанна Боднарук нині в Чорткові пече пиріжки для наших захисників"  
7 квітня, Ясна, Словаччина - Інтерв'ю Жанни Боднарук на підтримку України телеканалу " MARKÍZA", Словаччина
7 квітня, Ясна, Словаччина - інтерв'ю Жанни Боднарук на підтримку України телеканалу "ta3", Словаччина
12 квітня, м. Братіслава, Словаччина - Інтерв'ю Жанни Боднарук програмі "Добрий ранок", телеканалу "JOJ", Словаччина
12 квітня, м. Братіслава, Словаччина - запис телепрограми про творчість Жанни Боднарук та Анатолія Карпенка "Zábava nikdy nekončí", студії "Otto Weiter", телеканалу "SENZI ", Словаччина. Вручення призу "Otto Weiter а Petra Maxin"
13 квітня, м. Ліптовський Мікулаш, Словаччина - Благодійний концерт Народної артистки України, професора Академії мистецтв ім. П.Чубинського  Жанни Боднарук на підтримку України, її захисників та тимчасово переміщених громадян "Не будь стороннім". Автор сценарію та режисер-постановник, композитор Анатолій Карпенко
22 квітня, Ясна, Словаччина - Інтерв'ю Жанни Боднарук програмі "Великдень в Україні" телеканалу "JOJ", Словаччина
24 квітня, м. Ліптовський Мікулаш, Словаччина - концертний виступ і промова Жанни Боднарук на Мітингу підтримки України на центральній площі Ліптовського Мікулаша
29 квітня, м. Пряшів, Словаччина - концертний виступ і промова Жанни Боднарук на підтримку України перед дипломатами представництв на честь свята Нідерландів "KING`S DAY"
4 травня, м. Дольний Кубін, Словаччина - концертний виступ і промова Жанни Боднарук на концерті підтримки України у Центральному палаці культури м. Дольний Кубін
4 травня, м. Дольний Кубін, Словаччина - Інтерв'ю Жанни Боднарук  на підтримку України телеканалу "Regina", Словаччина
14 травня, м. Ліптовський Мікулаш, Словаччина – Концертний виступ Жанни Боднарук в благодійній акції підтримки України на центральній площі Ліптовського Мікулаша
21 травня м. Галіч, Словаччина - Телезйомка телеканалу "SENZI ", виступ і промова Жанни Боднарук на концерті підтримки України, в замку "Galicia Nueva"
20 серпня, м Гельсінкі. Фінляндія. - Участь у Міжнародній Благодійній акції "ЖИВИ" на підтримку українських дітей, які постраждали від російського вторгнення.
19 листопада 2022, м Гельсінкі. Фінляндія  - участь у Міжнародному гала-концерті "Балтійське море підтримує Україну" за участю відомих виконавців з Фінляндії, Литви, Латвії, Естонії та України в супроводі кращого оркестру Фінляндії Riku Niemi Orchestra.
22 січня 2023, село Савин, Чернігівська обл. - Інтерактивний сольний концерт за участі композитора Анатолія Карпенка до Дня Соборності України і до річниці відкриття Савинської школи мистецтв, зустріч з учнями та викладачами школи і з жителями села Савин, Чернігівська обл.
18 листопада 2023 м. Гельсінкі. Фінляндія - міжнародний гала-концерт «A Song for the Freedom of Ukraine» («Пісня за волю України»)  
Концертний зал Kulttuuritalo  
19 листопада 2023, м Гельсінкі. Фінляндія - Благодійний концерт «Ти у серці моїм, Україно!» («Ukraina sydämessäni»)  
Концертний зал Hotel Crowne Plaza. 

## Характеристика творчості
Співає в жанрах поп-фольк, блюз, рок, джазу, народної і лірико-патріотичної пісні. Також виконує ретро-пісні українських композиторів Анатолія Кос-Анатольського, А. Горчинського, В. Верменича, О. Білаша, П. Майбороди, В. Івасюка та Василя Михайлюка на вірші М.Вороного, Т.Шевченка, Л.Українки, Л.Костенко, Б.Олійника, М. Сингаївського, А. Малишка, М. Ткача та багатьох сучасних поетів.
Композитором і аранжувальником більшості її пісень є її чоловік Анатолій Карпенко —продюсер студії «СКАРБ».
Цікавим моментом у творчості співачки є співпраця зі своїм батьком Любомиром Боднаруком — заслуженим діячем мистецтв України, художнім керівником Камерного хору ім. Дмитра Бортнянського. З ним записані пісні «Моя Україно» та «Братаймося» А.Карпенка, а також «Чернігівський край» (автор музики — Жанна Боднарук).
В репертуарі співачки більше трьохсот пісень українських авторів та відомих світових хітів.
Артистка також виконує унікальні маловідомі українські пісні.

## Дискографія
1. «ПРИВОРОЖИ МЕНЕ»
2. «ТВІР МОЇХ МРІЙ»
3. «З РОСИ Й ВОДИ»
4. «СТЕЖКА ДО РАЮ»
5. «РАЗОМ З ДРУЗЯМИ»
6. «ALL THE BEST»
7. «КОХАНІЙ» (з А. Карпенком)

На дисках записані пісні на вірші М.Вороного, Т.Шевченка, Л.Українки, Л.Костенко, Б.Олійника та багатьох сучасних поетів.

## Відзнаки
Здобула свою першу перемогу на Всеукраїнському радіоконкурсі «Нові імена» (1986).
У 1991 стала переможницею на другому Всеукраїнському фестивалі «Червона рута».
У 1994 стає лауреатом конкурсу «Успіх — 2000» у двох номінаціях — найкращий альбом («Приворожи») та найкраща співачка.
Неодноразово перемагала в Національному хіт-параді радіо «Промінь» — «12 — 2». А в 1995 році її пісня «Свято» (вірші М. Бровченка) — стала найкращою.
На телевізійному фестивалі «Нові зірки старого року» (1995) Жанна визнана однією з найкращих співачок України.
Здобула перемоги на фестивалях «Тарас Бульба», «Вітер зі сходу», «Марія», «Успіх-2000», «Молода Галичина», «Зоряна мить», «Слов'янський базар» у Вітебську, «ВиВих», «Золотий тік», «Співаночка — джазочка», «Пісенний сад», «Мальви» (Польща), «Азовське море», «Галактика-рок», «Big Apple-95» (Нью-Йорк), «Пісенний вернісаж — 93 — 2008».
В 1996 за значний творчий внесок артистки в розвиток культури в Україні їй було присвоєне почесне звання «Заслужений артист України», і в Маріїнському палаці президент України, особисто вручив їй цю відзнаку.
У 2004 нагороджена Орденом «Святої Великомучениці Варвари» другого ступеня за заслуги перед Українською Православною Церквою.
Грудень 2015 - удостоєна нагороди - медалі "ЗА ГІДНІСТЬ ТА ПАТРІОТИЗМ"
24 серпня 2017 р. співачка удостоєна почесного звання «Народний артист України»
В листопаді 2017 р. вшанована  Благословенною Грамотою за заслуги перед Помісною Українською Православною Церквою за підписом Патріарха Філарета.
В грудні 2017 р. отримала нагороду - медаль "ЗА ЗБЕРЕЖЕННЯ НАЦІОНАЛЬНИХ ТРАДИЦІЙ" від Міжнародного доброчинного фонду "УКРАЇНСЬКА ХАТА"
В листопаді 2020р. отримала Почесну грамоту від Київської облдержадміністрації за професіоналізм та вагомий внесок в розвиток мистецької освіти Київщини, за збереження й розвиток української національної культури.
Серпень 2021 — нагороджена американським Дипломом «Achivement awards» за популяризацію української пісні в США.